# Jonathan Calleri
Jonathan Calleri (Buenos Aires, Argentina; 23 de septiembre de 1993) es un futbolista argentino Juega como delantero y su equipo es el São Paulo F. C. del Campeonato Brasileño de Serie A.

## Trayectoria

### All Boys

#### Temporada 2013-2014
Debutó oficialmente en All Boys el 28 de agosto de 2013 frente a Estudiantes de La Plata en los octavos de final de la Copa Argentina, disputando los últimos minutos del encuentro con la camiseta número 27.
Volvería a disputar 3 partidos más ingresando en calidad de suplente. Estos encuentros fueron la victoria de All Boys frente a Quilmes correspondiente a la jornada 7, la victoria frente a River Plate en la jornada 8 y el empate 1-1 frente a Rosario Central correspondiente a la jornada número 9.
Disputó su primer partido en calidad de titular en la derrota de su equipo frente a Godoy Cruz en condición de visitante por un marcador de 2-0. Disputó los 90 minutos en dicho encuentro.
Volvió a jugar 3 partidos más partiendo desde el banquillo, dichos partidos fueron empate en 0 frente a Colón de Santa Fe, derrota 3-0 frente a San Lorenzo de Almagro en condición de visitante y el empate en 0 frente a Club Atlético Tigre. Volvió a la titularidad frente a Arsenal de Sarandí donde marcó su primer gol en Primera División y se lo dedicó a su hermano Martín, el partido acabaría 1-1.
Por último, disputaría 2 partidos de suplente frente a Gimnasia de La Plata y Lanús.
Solo disputó 1 partido, el encuentro correspondiente a las semifinales entre su equipo y Arsenal de Sarandí que acabó siendo un empate a 1, en este encuentro convirtió un gol, que le permitió a su equipo llegar a la instancia de penaltis, finalmente su equipo quedaría eliminado al caer en esta instancia por un marcador de 5-4.
Su primer partido en este torneo fue un empate de su equipo frente a Atlético de Rafaela correspondiente a la primera jornada del Torneo Final 2014 donde ingresó a los 62 minutos del complemento. Después de este encuentro disputó 2 partidos más en calidad de titular en las derrotas frente a Vélez Sarsfield y Estudiantes de La Plata, respectivamente. Volvería a jugar otros 2 partidos en calidad de suplente en los empates frente a Racing Club y Argentinos Juniors.
Luego vuelve a la titularidad en la victoria de su equipo en su visita a Quilmes donde fue titular y salió reemplazado a los 71 minutos por Javier Campora. Volvería a ser titular por segunda vez consecutiva, en un partido correspondiente a la jornada 8, donde su equipo recibió a River Plate y que acabaría con la victoria de los locales por un marcador de 3-2, en este partido marcó el gol que le dio la victoria a su equipo.

### Boca Juniors

#### Temporada 2014
Arribó al club xeneize a mediados de 2014 cuando la dirigencia y el director técnico, Carlos Bianchi decidieron hacer efectivo el derecho que dicho club poseía con el jugador, los cuales tenían en su poder un 30% de la totalidad del pase del jugador desde hacía un tiempo, por lo que podían hacer uso de esta opción para quedarse con sus servicios. La operación rondaría en 300 mil dólares.
Debutó en un amistoso correspondiente a la pretemporada previa al inicio del torneo, en el Estadio Centenario frente a Nacional de Montevideo, en un partido que terminó 1 a 0 a favor de su equipo, siendo él quien realizaría el gol del encuentro. El 26 de julio tendría su primer partido oficial como jugador de Boca Juniors contra Huracán por la Copa Argentina, jugando los 90 minutos del partido, siendo dupla de ataque con Emmanuel Gigliotti en lo que sería derrota 2-0 en el primer partido de la temporada.
El 27 de agosto por el torneo local, Felipe Aiassa anotaría su primer gol con la camiseta xeneize, fue después de que Luciano Acosta cruzaría una pelota desde la izquierda hacia el centro del área que definiría a la carrera en el arco del arquero de Estudiantes de La Plata, en la fecha 4 del Torneo Transición, partido en el cual el xeneize perdería por 3-1 en el Estadio Único de La Plata. El 28 de agosto tras el mal arranque y seguido de malos torneos, Boca Juniors decide destituir de su cargo al Director Técnico Carlos Bianchi. A los 2 días después de la era post Bianchi asumiría al cargo Rodolfo Arruabarrena como nuevo director técnico.
El 31 de agosto sería el debut de Rodolfo Arruabarrena como técnico; con el cual Calleri formaría parte del 11 titular y empezaría a ser fundamental en el nuevo ciclo en un partido ante Vélez Sarsfield aunque Calleri no convirtiera goles en aquel encuentro que terminaría en victoria del conjunto xeneize por 3-1. El 25 de septiembre enfrentaría a Racing Club en La Bombonera, el cual se suspendió en el segundo tiempo debido a la permanente lluvia, siendo el resultado parcial 1-0 favorable para Boca Juniors con un gol anotado por Calleri, quien aprovechó la única oportunidad que tuvo y venció a Sebastián Saja con un remate bajo y cruzado, a los 25 minutos del primer tiempo.
Su tercer gol en el equipo fue fundamental, ya que marcaría el tercer gol contra Godoy Cruz en la fecha 12, tras un gran pase de Fernando Gago y que terminaría dando vuelta el resultado en Mendoza, poniendo el 3-2 final del partido. El 23 de octubre en un partido contra Deportivo Capiatá, partido de vuelta de octavos de final de la Copa Sudamericana 2014, Jonathan anota su gol (primero de manera internacional) tras un centro de Nicolás Colazo que llega a bajar Andrés Chávez, que lo asiste en la jugada; marcando el único gol del partido llevando a Boca a los penaltis, tanda en la cual sale ganador 4-3 el equipo xeneize y se metería en los cuartos de final contra Cerro Porteño de Paraguay.
El 6 de noviembre en el partido de vuelta de los cuartos de final de la Copa Sudamericana contra el equipo de Cerro Porteño en Paraguay en el Estadio General Pablo Rojas, Jonathan convertiría el primer gol del 4-1 a favor del conjunto de La Ribera. El 23 de noviembre por la fecha 17 del torneo local le anota 2 goles a Independiente. El primero tras una mala salida del arquero de Independiente a los 5' del primer tiempo poniendo el 1-0 parcial. El segundo tras una gran jugada de Federico Carrizo, que asistió a Calleri con un pase cruzado, poniendo 2-1 parcial en un partido que terminaría ganando el xeneize 3-1. El tercer gol sería de Emmanuel Gigliotti.
Más tarde, el 30 de noviembre en la fecha 18 del torneo local, Calleri convertiría el gol del empate para Boca Juniors, asistido por Luciano Acosta en el 2-2 frente a Lanús para dejarlo al granate sin posibilidades de salir Campeón.

#### Temporada 2015
Después del cierre de su primer torneo Jonathan Calleri se ganó la titularidad en el equipo de Rodolfo Arruabarrena, en el arranque de pretemporada, de cara al torneo del 2015 Calleri seguiría mostrando un gran nivel en los amistosos de verano convirtiendo goles y buenas actuaciones. Su primer gol sería en el amistoso contra Racing Club en la derrota 1-4 de su equipo, en su segundo partido como titular jugaría en gran nivel en el empate de Boca Juniors 2-2 contra Vélez Sarsfield, si bien no convertiría ningún gol jugó un buen partido, y el 1 de febrero se jugaría el Superclásico entre Boca Juniors y River Plate en la ciudad de Mendoza en lo que sería una goleada con Calleri ingresando en el segundo tiempo y aportando su propio gol en la victoria 5-0.
En el segunda fecha del Campeonato de Primera División, contra Temperley, él anotaría su primer gol oficial del 2015, tras una asistencia de Nicolás Lodeiro demostrando su gran categoría, empalando la pelota sobre el arquero Federico Crivelli a los 92 minutos de juego, gracias a este gol Boca Juniors ganaría 2-0 y sumaría unos nuevos tres puntos. El 1 de marzo por la tercera fecha anota el único tanto para la victoria de Boca Juniors por la mínima 1-0 sobre Atlético de Rafaela, Tras una buena jugada de Nicolás Lodeiro y la habilitación de Federico Carrizo. El 9 de abril sería titular en el ante último encuentro por fase de grupos de Copa Libertadores en la victoria 3-0 ante Montevideo Wanderers, a los nueve minutos de juego abriría el marcador del xeneize tras un centro de Juan Manuel Martínez, metió un cabezazo que de pique al piso se metió al arco y el segundo gol sería de contraataque que terminaría con el pase de Andrés Chávez definiendo al arco.
Es titular contra Palestino de Chile, ante el último encuentro de fase de grupos. Por más que el conjunto xeneize no hubiera podido anotar, este ya estaba clasificado a octavos por sus excelentes actuaciones en sus demás partidos. Calleri convierte el segundo tanto de este partido tras una asistencia del juvenil Guido Vadalá, aumentando el marcador ya que el primer gol del encuentro fue de Leandro Marín tras un cabezazo de un córner ejecutado por Gonzalo Castellani. El xeneize ganó sus 6 partidos disputados convirtiéndose en el mejor puntaje de esta Copa Libertadores. En la 15.ª jornada del torneo se enfrentaría al conjunto rosarino Newell's Old Boys, realizó el tercer gol del encuentro tras un buen centro con rosca de Nicolás Colazo con la cabeza dejando al arquero sin reacción, El partido acabaría 4-0 a favor de su equipo. Luego de haber terminado la primera mitad del torneo tuvo muchas clubes interesados en contratarlo entre el que más fuerte sonó fue el Palermo, después hubo otros tales como el Inter de Milán, Roma y Juventus.
En la reanudación del torneo argentino, además con el regreso y debut de Carlos Tévez, se dio un gran partido por parte de Calleri en el equipo titular donde convirtió el 2-0 parcial ante Quilmes, con una magnífica rabona que no se hacía hace años en fútbol de Primera División. Jonathan volvió a ser titular en Sarandí disputando la jornada 20 frente a Arsenal, en dicho partido Calleri anotaría el 0-2 parcial a favor del club xeneize. En los segundos 45 minutos luego de una jugada que surgió de Lodeiro con gran pase a Carlos Tévez que a pesar de no llegar al balón tuvo una recuperación magnífica frente al defensor del "viaducto", el apache regateó la pelota hasta entrar al área y tirar un centro buscapié para que Calleri anticipe al contrario y su trabajo sea solamente empujar la pelota. Boca Juniors terminó el partido ganando 1-2.
El 20 de septiembre jugaron Argentinos Juniors y Boca Juniors. Antes de terminar el partido el delantero marcó el último gol de Boca en la victoria xeneize por 3-1 luego de una presión a los defensas rivales.
El 1 de noviembre, Calleri se consagró campeón del Torneo de Primera División con Boca Juniors, siendo el goleador del equipo con 10 tantos en 26 partidos disputados, logrando así, su primer título como jugador profesional. 72 horas más tarde, Calleri formaría parte de la histórica consagración de Boca Juniors, al obtener la Copa Argentina 2014-15, conquistando de esta forma su segundo título personal y dándole a Boca el bicampeonato más rápido de su historia en el fútbol nacional, como así también su tercer trofeo en este certamen instaurado en 1965 y reflotado en 2011 (ambas ediciones también ganadas por Boca). 
Tras la conquista de estos títulos, fuertes rumores comenzarían a circular, indicando un posible interés de clubes italianos por contar con los servicios del jugador argentino, apareciendo como firme candidato el Inter de Milán, quienes a pesar de su interés anunciarían su cesión a préstamo al Bologna, una vez concretada la adquisición. La salida de Calleri de Boca Juniors se vería también potenciada por el anuncio del retorno de Daniel Osvaldo, quien volvía tras su paso por el Porto. Sin embargo, las negociaciones se presentarían con diversas dificultades, entre ellas una triangulación en la que se vería involucrado el equipo uruguayo Deportivo Maldonado. Finalmente, el anunciado pase de Calleri al Inter no se concretaría, siendo su ficha adquirida por un grupo inversor, quienes finalmente le terminarían encontrando un nuevo destino a su carrera deportiva, en el São Paulo del Brasileirão, máxima categoría de Brasil.

### São Paulo

#### Temporada 2016

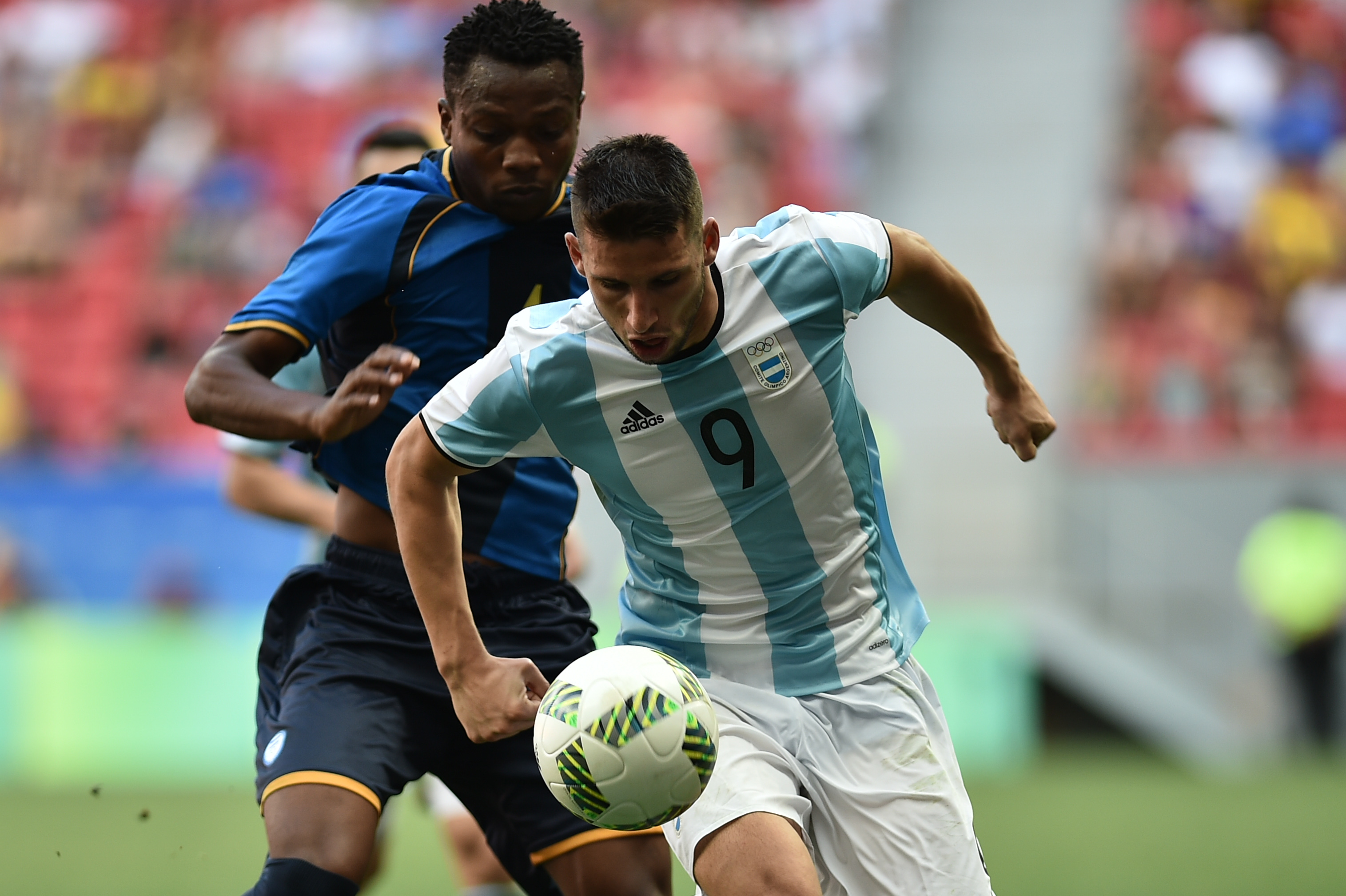
Calleri disputando un partido por fase de grupos con la selección olímpica en los Juegos Olímpicos de Río de Janeiro 2016.

Su primer gol con la camiseta del tricolor fue el 3 de febrero de 2016 contra el conjunto peruano Universidad César Vallejo en busca de la clasificación a la fase de grupos de la Copa Libertadores, quien hizo su presentación en el equipo a los 12 minutos del complemento. Poco después de entrar al campo, el jugador recibió una pelota de Ganso en el área y definió por encima del portero local, poniendo el 1-1 definitivo.
En la fase de grupos de la Copa Libertadores 2016, jugó el partido de debut contra el The Strongest de Bolivia en condición de local. En un mal partido por parte del conjunto brasilero, que perdió 1-0. El siguiente partido sería contra River Plate en condición de visitante, club que salió campeón en la edición anterior y era un club al que ya le tenía rencor debido a que era el rival de su club anterior, Boca Juniors. Calleri jugó un partido regular y el partido terminó en un empate 1-1. 
El siguiente partido fue una visita al Trujillanos de Venezuela. Debido a su mal desempeño en los partidos anteriores, Jonathan no jugó este partido. El partido terminó 1-1 y a este punto se le complicaba la clasificación al club. En el siguiente partido vino la sorpresa. El São  Paulo jugó devuelta contra Trujillanos, esta vez como local y Calleri marcaría 4 goles (2 de los cuales fueron de penalti) y el partido terminaría con un 6-0 a favor del conjunto brasileño. Así también, él logró su primer hat-trick en su carrera como jugador profesional. 
Luego volverían a jugar contra River Plate pero en condición de local. Paradójicamente, Calleri que soñaba con hacerle un gol a River Plate con la camiseta de Boca, convirtió los dos goles que le dieron la victoria al São Paulo con un marcador final de 2-1 y el equipo se recuperaba. En el último partido de la fase de grupos, el conjunto brasileño se enfrentó una vez más contra The Strongest jugando como visitante y el ex de Boca convirtió un gol. El partido terminó 1-1 y São Paulo clasificó a la siguiente fase, aunque Calleri fue expulsado en el final por decisión del árbitro debido a una supuesta agresión. El equipo de Edgardo Bauza sería eliminado en las semifinales de la fase de eliminatorias ante Atlético Nacional de Colombia y la copa finalizaría teniendo a Calleri como máximo goleador de la misma con 9 goles.[cita requerida]

### West Ham United
En agosto, el West Ham United anunció la firma de Calleri, en un préstamo durante toda la temporada. Debutó en la Premier League el 21 de agosto del 2016 saliendo desde el banquillo en el partido contra Bournemouth. Marcó su primer gol frente a Middlesbrough en la 22.ª fecha del campeonato.

### Las Palmas
En julio de 2017 quedó liberado de su préstamo en el conjunto de la Premier League y llegó a Las Palmas  de nuevo en calidad de cedido.

### Deportivo Alavés
En agosto de 2018 llegó al Deportivo Alavés, en condición de préstamo por una temporada.
Se convirtió en el delantero centro titular en la temporada 2018-19, en la que el Deportivo Alavés realizó un gran arranque de Liga.

### Espanyol
El 26 de agosto de 2019 se oficializó su llegada al R. C. D. Espanyol como cedido hasta el 30 de junio de 2020 con una opción de compra de 25 millones de euros.
El 27 de febrero de 2020, Calleri anotó un triplete en una victoria por 3-2 sobre el Wolverhampton en los dieciseisavos de final de la Liga Europa. El Espanyol fue eliminado de la competición, ya que perdió el partido de ida por 4-0. Esta actuación le permitió mejorar sus estadísticas realizadoras porque el atacante solo había anotado dos goles hasta la fecha.

## Selección nacional

### Selección Olímpica
Fue convocado por Julio Olarticoechea para disputar los Juegos Olímpicos de Río de Janeiro 2016. Marcó el gol de la victoria contra la selección de fútbol de Argelia en un partido que finalizaría 2-1.

### Participaciones en Juegos Olímpicos
| JJ. OO.               | Sede           | Resultado     | Partidos | Goles |
| --------------------- | -------------- | ------------- | -------- | ----- |
| Juegos Olímpicos 2016 | Río de Janeiro | Primera ronda | 3        | 1     |

## Estadísticas

### Clubes
Actualizado de acuerdo al último partido jugado el 16 de abril de 2025.
| Club                             | Div.          | Temporada     | Liga  | Liga  | Liga   | Copas nacionales | Copas nacionales | Copas nacionales | Torneos internacionales | Torneos internacionales | Torneos internacionales | Total | Total | Total  |
| Club                             | Div.          | Temporada     | Part. | Goles | Asist. | Part.            | Goles            | Asist.           | Part.                   | Goles                   | Asist.                  | Part. | Goles | Asist. |
| -------------------------------- | ------------- | ------------- | ----- | ----- | ------ | ---------------- | ---------------- | ---------------- | ----------------------- | ----------------------- | ----------------------- | ----- | ----- | ------ |
| C. A. All Boys Argentina         | 1.ª           | 2013-14       | 28    | 5     | 1      | 2                | 1                | 0                | —                       | —                       | —                       | 30    | 6     | 1      |
| C. A. All Boys Argentina         | Total club    | Total club    | 28    | 5     | 1      | 2                | 1                | 0                | 0                       | 0                       | 0                       | 30    | 6     | 1      |
| C. A. Boca Juniors Argentina     | 1.ª           | 2014          | 15    | 6     | 2      | 1                | 0                | 0                | 8                       | 2                       | 1                       | 24    | 8     | 3      |
| C. A. Boca Juniors Argentina     | 1.ª           | 2015          | 26    | 10    | 7      | 7                | 2                | 1                | 4                       | 3                       | 1                       | 37    | 15    | 9      |
| C. A. Boca Juniors Argentina     | Total club    | Total club    | 41    | 16    | 9      | 8                | 2                | 1                | 12                      | 5                       | 2                       | 61    | 23    | 12     |
| São Paulo F. C. · Brasil         | 1.ª           | 2016          | 5     | 3     | 0      | 14               | 4                | 3                | 12                      | 9                       | 0                       | 31    | 16    | 3      |
| West Ham United F. C. Inglaterra | 1.ª           | 2016-17       | 16    | 1     | 0      | 1                | 0                | 0                | 2                       | 0                       | 0                       | 19    | 1     | 0      |
| West Ham United F. C. Inglaterra | Total club    | Total club    | 16    | 1     | 0      | 1                | 0                | 0                | 2                       | 0                       | 0                       | 19    | 1     | 0      |
| U. D. Las Palmas · España        | 1.ª           | 2017-18       | 37    | 9     | 3      | 4                | 3                | 0                | —                       | —                       | —                       | 41    | 12    | 3      |
| U. D. Las Palmas · España        | Total club    | Total club    | 37    | 9     | 3      | 4                | 3                | 0                | 0                       | 0                       | 0                       | 41    | 12    | 3      |
| Deportivo Alavés · España        | 1.ª           | 2018-19       | 34    | 9     | 2      | 2                | 0                | 0                | —                       | —                       | —                       | 36    | 9     | 2      |
| Deportivo Alavés · España        | Total club    | Total club    | 34    | 9     | 2      | 2                | 0                | 0                | 0                       | 0                       | 0                       | 36    | 9     | 2      |
| R. C. D. Espanyol · España       | 1.ª           | 2019-20       | 27    | 1     | 3      | 1                | 1                | 0                | 6                       | 3                       | 0                       | 34    | 5     | 3      |
| R. C. D. Espanyol · España       | Total club    | Total club    | 27    | 1     | 3      | 1                | 1                | 0                | 6                       | 3                       | 0                       | 34    | 5     | 3      |
| C. A. Osasuna · España           | 1.ª           | 2020-21       | 25    | 5     | 2      | 2                | 1                | 0                | —                       | —                       | —                       | 27    | 6     | 2      |
| C. A. Osasuna · España           | Total club    | Total club    | 25    | 5     | 2      | 2                | 1                | 0                | 0                       | 0                       | 0                       | 27    | 6     | 2      |
| São Paulo F. C. · Brasil         | 1.ª           | 2021          | 16    | 5     | 0      | —                | —                | —                | —                       | —                       | —                       | 16    | 5     | 0      |
| São Paulo F. C. · Brasil         | 1.ª           | 2022          | 36    | 18    | 2      | 24               | 8                | 2                | 7                       | 1                       | 2                       | 67    | 27    | 6      |
| São Paulo F. C. · Brasil         | 1.ª           | 2023          | 19    | 9     | 2      | 17               | 3                | 2                | 8                       | 2                       | 2                       | 44    | 14    | 6      |
| São Paulo F. C. · Brasil         | 1.ª           | 2024          | 27    | 5     | 4      | 15               | 4                | 2                | 8                       | 5                       | 1                       | 50    | 14    | 7      |
| São Paulo F. C. · Brasil         | 1.ª           | 2025          | 3     | 0     | 0      | 13               | 3                | 4                | 2                       | 0                       | 0                       | 18    | 3     | 4      |
| São Paulo F. C. · Brasil         | Total club    | Total club    | 106   | 40    | 8      | 83               | 22               | 13               | 37                      | 17                      | 5                       | 226   | 79    | 26     |
| Total carrera                    | Total carrera | Total carrera | 314   | 86    | 28     | 103              | 30               | 14               | 57                      | 25                      | 7                       | 474   | 141   | 49     |
| 1. 2. 3.                         |               |               |       |       |        |                  |                  |                  |                         |                         |                         |       |       |        |

### Selecciones nacionales
Actualizado de acuerdo al último partido jugado el 10 de agosto de 2016.
| Selección         | Año               | Amistosos | Amistosos | Amistosos | Eliminatorias | Eliminatorias | Eliminatorias | Continental | Continental | Continental | Mundial | Mundial | Mundial | Total | Total | Total  |
| Selección         | Año               | Part.     | Goles     | Asist.    | Part.         | Goles         | Asist.        | Part.       | Goles       | Asist.      | Part.   | Goles   | Asist.  | Part. | Goles | Asist. |
| ----------------- | ----------------- | --------- | --------- | --------- | ------------- | ------------- | ------------- | ----------- | ----------- | ----------- | ------- | ------- | ------- | ----- | ----- | ------ |
| Sub-23 Argentina  | 2016              | —         | —         | —         | —             | —             | —             | —           | —           | —           | 3       | 1       | 0       | 3     | 1     | 0      |
| Sub-23 Argentina  | Total             | 0         | 0         | 0         | 0             | 0             | 0             | 0           | 0           | 0           | 3       | 1       | 0       | 3     | 1     | 0      |
| Total selecciones | Total selecciones | 0         | 0         | 0         | 0             | 0             | 0             | 0           | 0           | 0           | 3       | 1       | 0       | 3     | 1     | 0      |
| 1.                |                   |           |           |           |               |               |               |             |             |             |         |         |         |       |       |        |

### Resumen estadístico
| Torneo                  | Part. | Goles | Asist. |
| ----------------------- | ----- | ----- | ------ |
| Liga                    | 314   | 86    | 28     |
| Copas nacionales        | 103   | 30    | 14     |
| Torneos internacionales | 57    | 25    | 7      |
| Selección olímpica      | 3     | 1     | 0      |
| Total                   | 477   | 142   | 49     |

### Hat-tricks
| Partidos en los que anotó tres o más goles. | Partidos en los que anotó tres o más goles. | Partidos en los que anotó tres o más goles. | Partidos en los que anotó tres o más goles. | Partidos en los que anotó tres o más goles. | Partidos en los que anotó tres o más goles. | Partidos en los que anotó tres o más goles. |
| N.º                                         | Fecha                                       | Estadio                                     | Partido                                     | Goles                                       | Resultado                                   | Competición                                 |
| ------------------------------------------- | ------------------------------------------- | ------------------------------------------- | ------------------------------------------- | ------------------------------------------- | ------------------------------------------- | ------------------------------------------- |
| 1                                           | 5 de abril de 2016                          | Morumbi, San Pablo                          | São Paulo - Trujillanos                     | 12' · 49' (pen.) · 79' · 86'                | 6 - 0                                       | Copa Libertadores 2016                      |
| 2                                           | 27 de febrero de 2020                       | RCDE Stadium, Barcelona                     | Espanyol - Wolverhampton Wanderers          | 16' · 57' (pen.) · 91'                      | 3 - 2                                       | UEFA Europa League 2019-20                  |
| 3                                           | 10 de abril de 2022                         | Morumbi, San Pablo                          | São Paulo - Athletico Paranaense            | 12' · 49' (pen.) · 79'                      | 4 - 0                                       | Campeonato Brasileño de Serie A             |

## Palmarés

### Campeonatos nacionales
| Título              | Equipo             | País      | Año     |
| ------------------- | ------------------ | --------- | ------- |
| Primera División    | C. A. Boca Juniors | Argentina | 2015    |
| Copa Argentina      | C. A. Boca Juniors | Argentina | 2014-15 |
| Copa de Brasil      | São Paulo F. C.    | Brasil    | 2023    |
| Supercopa de Brasil | São Paulo F. C.    | Brasil    | 2024    |

### Distinciones individuales
| Distinción                                                            | Año  |
| --------------------------------------------------------------------- | ---- |
| Jugador Destacado del año 2015 Premio Alumni.                         | 2015 |
| XI ideal de la fase de grupos de la Copa Libertadores medio Goal.com. | 2016 |
| Máximo goleador de la Copa Libertadores (9 goles)                     | 2016 |